# Lubelski Społeczny Komitet Pomocy Ukrainie

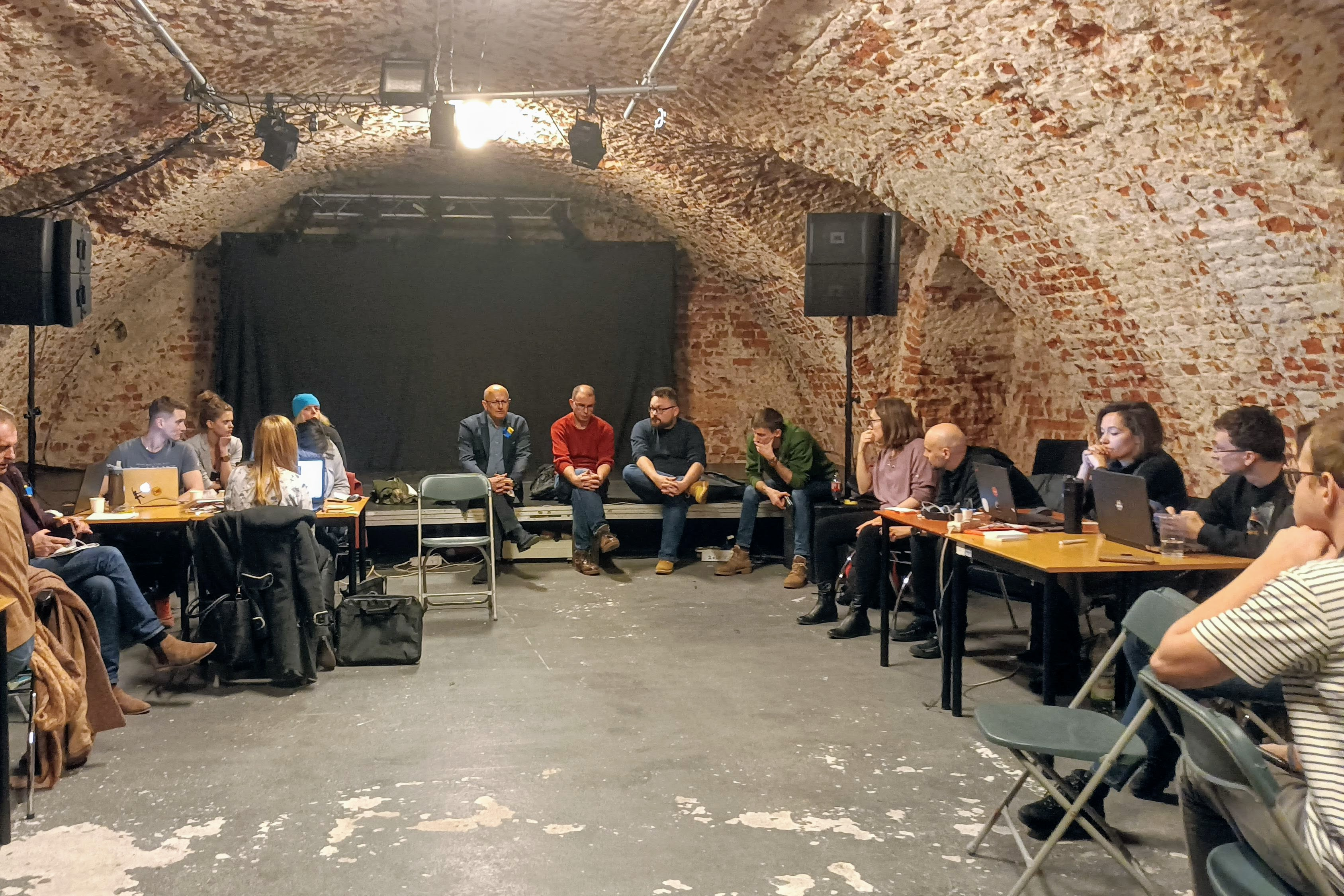
Posiedzenie Lubelskiego Społecznego Komitetu Pomocy Ukrainie w podziemiach Centrum Kultury

Lubelski Społeczny Komitet Pomocy Ukrainie (ukr. Люблінський громадський комітет допомоги Україні, ang. Lublin Social Committee to Aid Ukraine) – wspólna inicjatywa władz miasta oraz lubelskich organizacji pozarządowych, powołana 24 lutego 2022 r., pierwszego dnia agresji Rosji na Ukrainę, do koordynacji pomocy uchodźcom z Ukrainy. Komitet początkowo działał w budynku Centrum Kultury w Lublinie, po czym tymczasowo przeniósł się do budynku "Astorii" (al. Racławickie 2a). Ostatecznie przeprowadził się na ul. Krakowskie Przedmieście 39b, do nowo powstałej przestrzeni o nazwie "Baobab".
Trzon Komitetu tworzą Stowarzyszenie Homo Faber, Fundacja Kultury Duchowej Pogranicza oraz  Fundacja Instytut na rzecz Państwa Prawa. Komitet prowadzi infolinię (początkowo całodobową, później o 9-17 od poniedziałku do piątku) oraz centrum pomocy oferujące przybywającym uchodźcom zakwaterowanie, wyżywienie, pomoc prawną, psychologiczną i medyczną.  Zaangażowane są tysiące wolontariuszy, w tym Ukraińcy mieszkańcy Lublina. Trzy dni po rozpoczęciu rosyjskiej agresji w działania Komitetu zaangażowanych było prawie 2 tys. osób.
Lubelski Społeczny Komitet Pomocy Ukrainie został laureatem Nagrody Fundacji im. Janiny Paradowskiej i Jerzego Zimowskiego za 2022 rok m.in. „za to, że pokazał znaczenie samoorganizującego się społeczeństwa obywatelskiego dla życia demokratycznej wspólnoty” i „przypomniał sens pojęcia solidarność”.

## Nagrody i wyróżnienia
- 2022 – Nagroda Fundacji im. Janiny Paradowskiej i Jerzego Zimowskiego[10].